# Villamiel de la Sierra
Villamiel de la Sierra ist ein Ort und eine zur bevölkerungsarmen Region der Serranía Celtibérica gehörende Gemeinde (municipio) mit insgesamt nur noch 43 Einwohnern (Stand: 2024) in der nordspanischen Provinz Burgos in der Autonomen Gemeinschaft Kastilien-León.

## Lage und Klima
Der Ort Villamiel de la Sierra liegt am südöstlichen Rand der Sierra de la Demanda in einer Höhe von ca. 1145 m. Die Provinzhauptstadt Burgos ist gut 26 km in nordwestlicher Richtung entfernt. Das Klima ist gemäßigt bis warm; Regen (ca. 755 mm/Jahr) fällt hauptsächlich im Winterhalbjahr.

## Bevölkerungsentwicklung
| Jahr      | 1970 | 1981 | 1991 | 2001 | 2011 | 2021 |
| Einwohner | 93   | 53   | 35   | 39   | 37   | 44   |

## Sehenswürdigkeiten
- Petruskirche (Iglesia de San Pedro Apóstol)

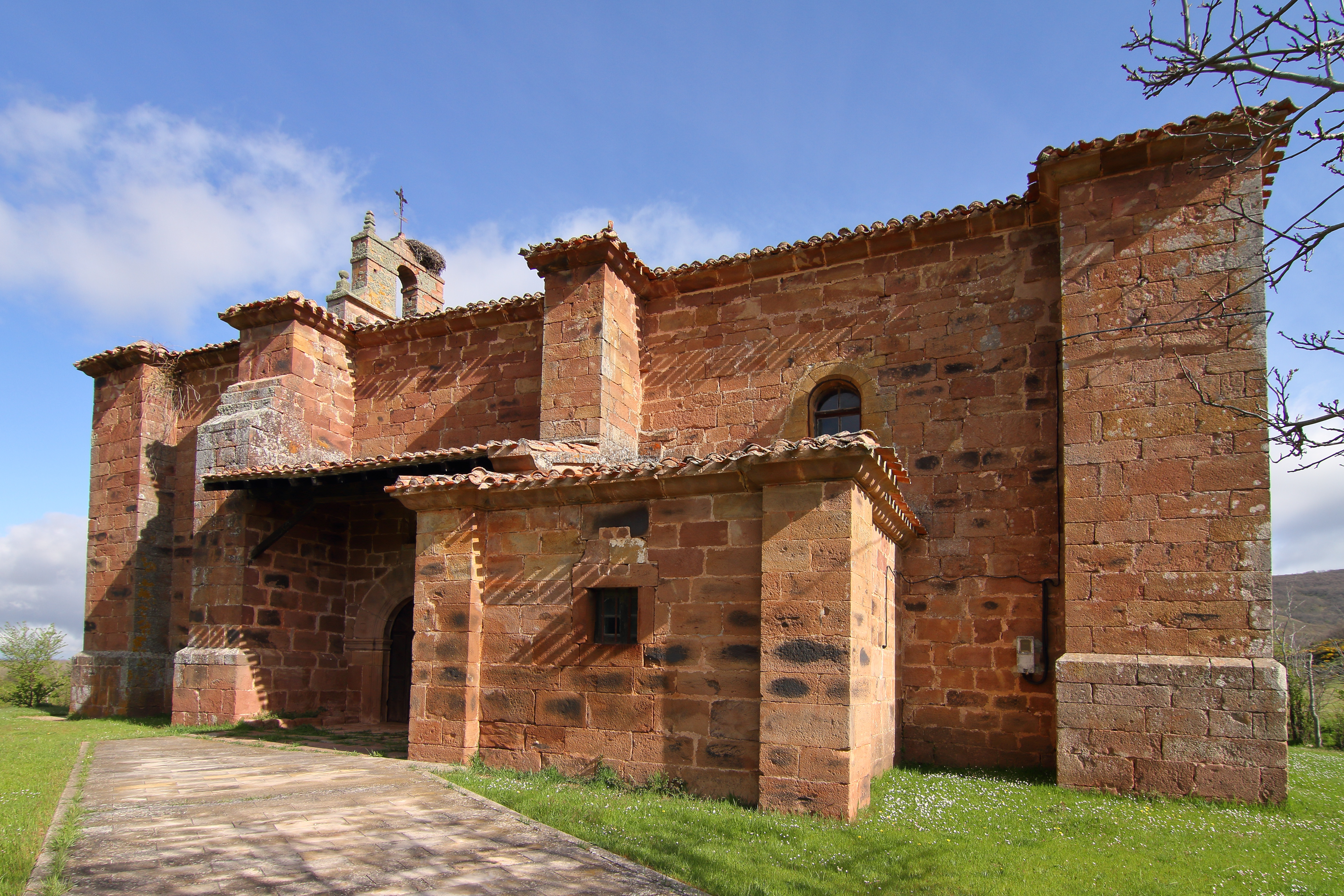
Petruskirche